# Пауэлл, Фрэнк
Фрэнк Э. Пауэлл (англ. Frank Powell; 1886, Гамильтон, Онтарио, Канада — 1957, Нью-Йорк) — американский актёр театра и немого кино, сценарист и режиссёр.

## Биография
Начинал карьеру в качестве режиссёра-постановщика пьес Огастеса Томаса (Augustus Thomas), позже сотрудничал с драматургом Кирком Лашеллом, а потом в течение нескольких лет работал в Европе с актрисой Эллен Терри. Вернувшись в Америку, он дебютировал в театре на Бродвее в 1904 году; карьеру в кино начал в 1909 году в качестве актёра и сценариста в кинокомпании Biograph Company. В качестве режиссёра свой первый фильм он снял соавторстве с Дэвидом Гриффитом, продемонстрировав способность снимать комедии в стиле Biograph Company.
Всего для Biograph Company он снял шестьдесят три короткометражных фильма, после чего вернулся в Европу в 1914 году и начал работать в кинокомпании «Пате», где ставил исторические и романтические драмы. Плохое состояние здоровья привело к перерыву в работе, который он использовал для путешествий по Европе, изучения костюмов и типажей. По возвращении из Европы, он сотрудничал с Powers Motion Picture Company, но вскоре снова вернулся в «Пате» в качестве режиссёра дополнительных материалов к фильмам. Позже снял первый фильм производства кинокомпании Джорджа Кляйна, затем был нанят Уильямом Фоксом и снял несколько фильмов для Fox Film Corporation, после чего работал на киностудии World Film Corporation.
В 1914 году для фильма «Taint» понадобилось купить паровоз, который в одном из эпизодов сходит с рельсов. Трюк не удался, паровоз сошёл с рельсов вблизи актёров, которые лишь по счастливой случайности не пострадали.
Пауэлл наиболее известен открытием актрисы Теды Бары, которую он снял в фильме «Жил-был дурак» (1915). Этот фильм сделал её звездой международного уровня, и дал ей прозвище «Вамп». Годом ранее он снял Бару в её дебютном фильме «Пятно». Он снял Мэри Пикфорд в шестнадцати фильмах, а также других звезд немого кино, таких как Флоренция Лоуренс, Роберт Харрон, Кейт Брюс, Свит Бланш, Дональд Крисп, Генри Вольтхолл и Мэйбл Норманд.
В конце 1916 года он создал собственную продюсерскую компанию «Фрэнк Пауэлл Продакшн Инк». Один из его фильмов «Charity?» («Благотворительность?», 1916), анонсированный как «социологическая фото-драма», показывал ужасные условия содержания в Нью-Йоркских детских домах. После закрытого просмотра многие зрители были потрясены преувеличениями в нём, и студия решила сделать изменения. В то время, губернатор штата Нью-Йорк, Чарльз Уитман, поручил составить доклад об условиях содержания в частных детских приютах, и фильм дал возможность привлечь внимание общественности к этой проблеме.
В начале 1920-х годов Пауэлл написал ряд сценариев для британских фильмов. Свой последний фильм он снял на киностудии Мака Сеннета в 1921 году.

## Избранная фильмография
- 1909 — Голос скрипки
- 1910 — The Rocky Road
- 1911 — Джейн Шор
- 1912 — Куклы судьбы
- 1914 — Его последний доллар

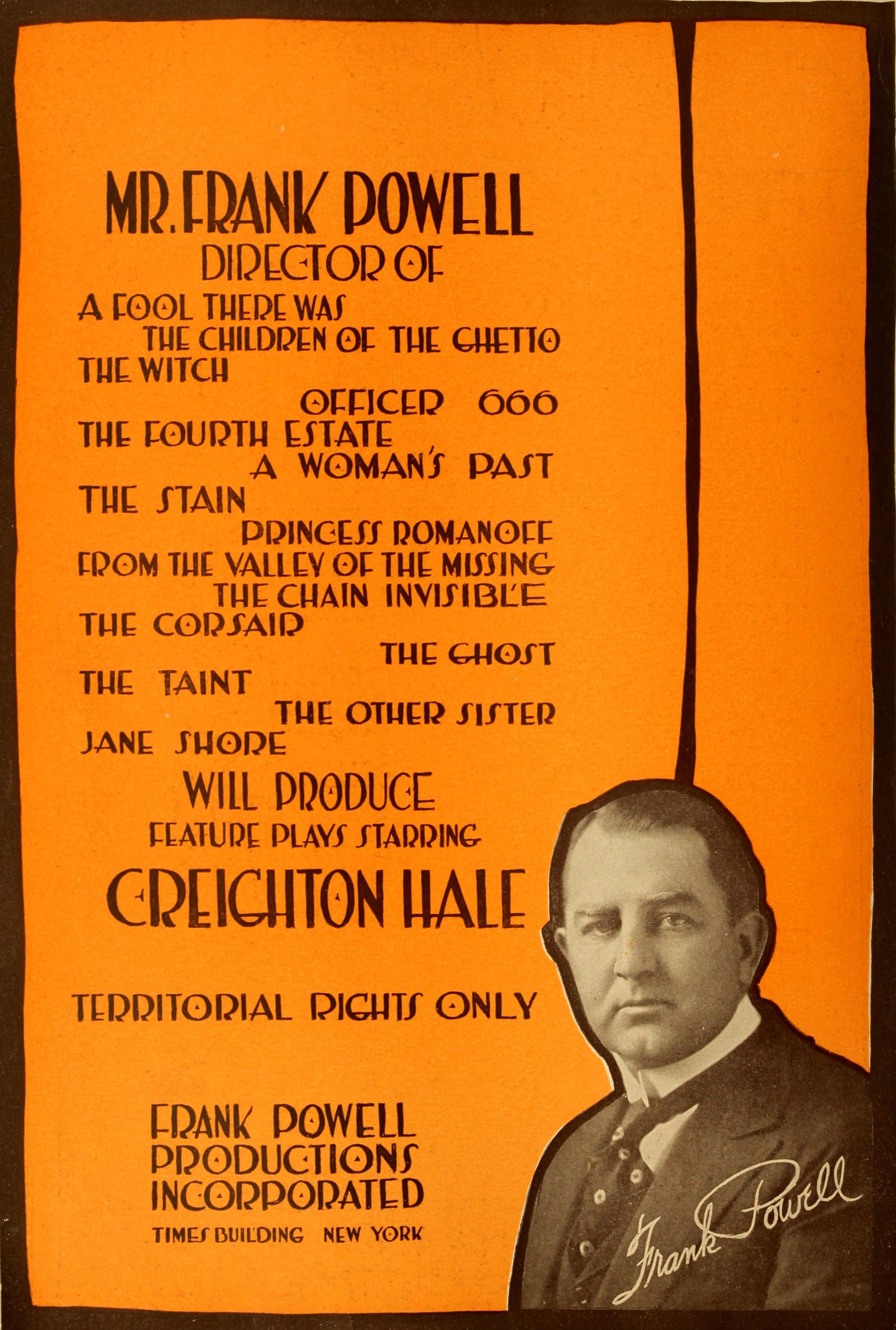
Pеклама (1916)

- 1914 — Сотрудник шестьсот шестьдесят шесть
- 1914 — / Stain
- 1914 — / Taint
- 1915 — Дети гетто
- 1915 — Дочь дьявола
- 1915 — Жил-был дурак — доктор
- 1915 — Из долины пропавших без вести
- 1915 — Принцесса Романова
- 1915 — Женщина прошлого
- 1916 — Благотворительность?
- 1916 — Невидимая сеть
- 1916 — / Fourth Estate
- 1916 — / The Scarlet Oath
- 1917 — Зеркало / The Mirror
- 1917 — Гедда Габлер